# منتخب كاليدونيا الجديدة لكرة السلة
منتخب كاليدونيا الجديدة لكرة السلة (بالفرنسية: Équipe de Nouvelle-Calédonie de basket-ball) هو ممثل كاليدونيا الجديدة الرسمي في المنافسات الدولية في كرة السلة .